# Hohe Hausnummer
Hohe Hausnummer oder auch Hausnummern-Spiel ist ein einfaches Würfelspiel mit einem einzelnen Würfel und einem Würfelbecher für beliebig viele Mitspieler. Varianten des Spiels stellen Niedrige Hausnummer und Verdeckte Hausnummer dar. Ein weiteres Spiel mit ähnlichem Spielziel, allerdings mit drei Würfeln, ist das Spiel „Hausnummer“.
In Spielesammlungen werden diese Spiele regelmäßig in die entsprechenden Regelhefte aufgenommen.

## Spielweise

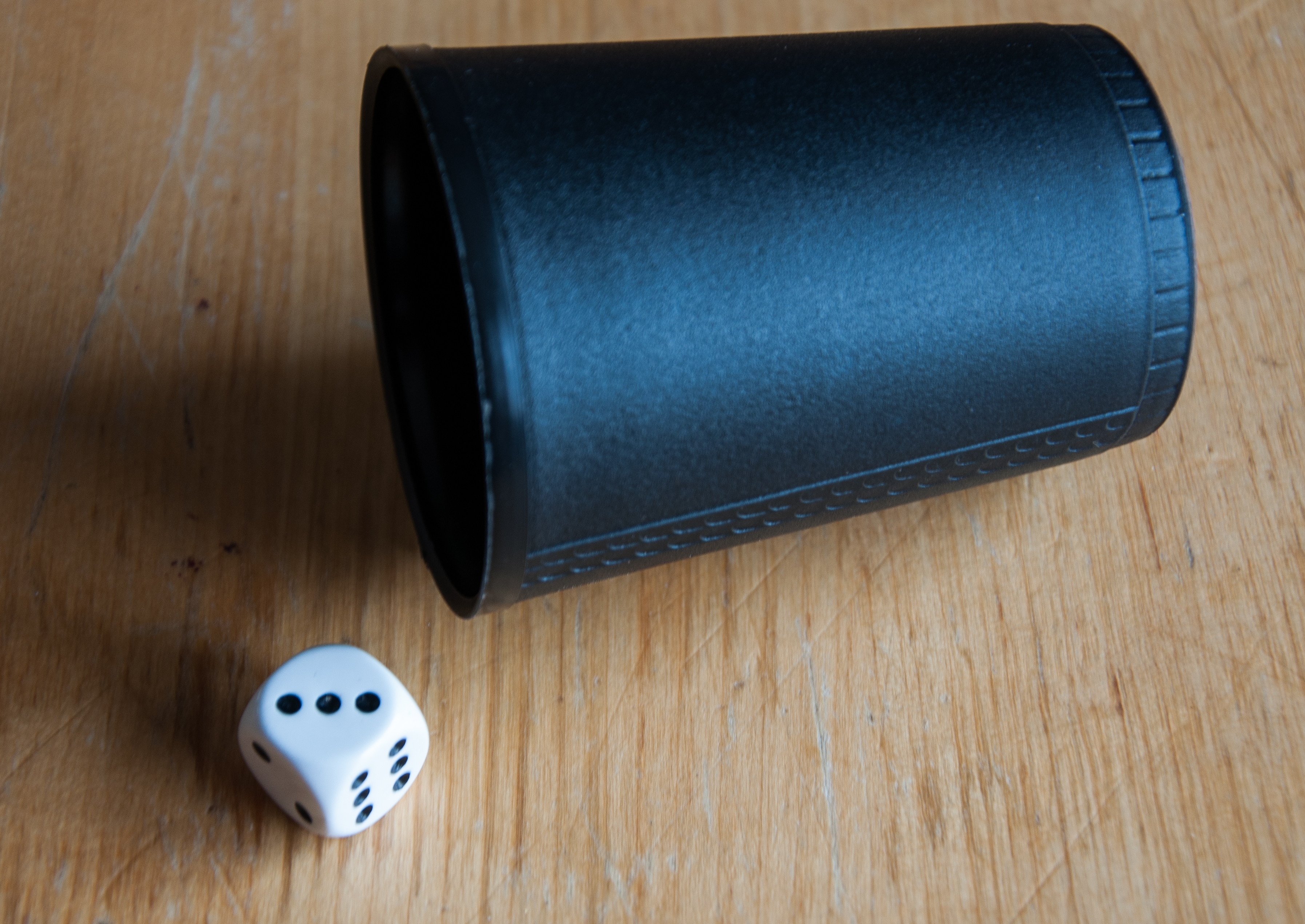
Hohe Hausnummer wird mit einem einzelnen Würfel und Würfelbecher gespielt

Das Spiel wird reihum gespielt. Jeder Spieler würfelt drei Mal und muss jeweils sofort entscheiden, an welcher Stelle einer dreistelligen Hausnummer er den geworfenen Wert platzieren möchte. Damit definiert er jeweils die Hunderter-, die Zehner- und die Einerstelle der Nummer. Nach den drei Würfen ist der nächste Spieler an der Reihe. Gewonnen hat der Spieler, der die höchste Hausnummer gebildet hat. Strategisch ist es sinnvoll, eine am Anfang gefallene 1 an letzter und eine 6 an erster Stelle zu platzieren, schwieriger ist die Entscheidung bei mittleren Wurfzahlen wie 3 oder 4.
In der Variante Niedrige Hausnummer wird von den Spielern versucht, möglichst niedrige Hausnummern zu erreichen. Bei der Verdeckten Hausnummer muss der Spieler blind entscheiden, an welcher Stelle seiner Hausnummer der Wurf platziert wird. Erst danach darf er den Würfelbecher anheben.

## Belege
1. 1 2 3 4 5  „Hausnummern-Spiel“ In: Robert E. Lembke: Das große Haus- und Familienbuch der Spiele. Lingen Verlag, Köln o. J.; S. 242–243.
2. ↑  als Beispiel: Die große Spiele-Sammlung - Premium-Edition (Memento des Originals vom 5. April 2016 im Internet Archive)  Info: Der Archivlink wurde automatisch eingesetzt und noch nicht geprüft. Bitte prüfe Original- und Archivlink gemäß Anleitung und entferne dann diesen Hinweis.. Regelheft der Spielesammlung von Schmidt Spiele; S. 13.